# Internationale luchthaven Generaal Mariano Escobedo
De Internationale luchthaven Generaal Mariano Escobedo (Spaans: Aeropuerto Internacional General Mariano Escobedo, Engels: General Mariano Escobedo International Airport), ook wel Internationale luchthaven van Monterrey (Spaans: Aeropuerto Internacional de Monterrey, Engels: Monterrey International Airport), is de belangrijkste internationale luchthaven van Monterrey, de hoofdstad van de Mexicaanse deelstaat Nuevo León. Het is het op drie na grootste vliegveld van het land en bevindt zich in Apodaca, een voorstad van Nuevo León.
Het vliegveld dient als hub voor Aviacsa en Aeroméxico. De luchthaven staat in verbinding met andere vliegvelden in Mexico, de Verenigde Staten, Spanje en Cuba. Het vliegveld is genoemd naar de negentiende-eeuwse generaal Mariano Escobedo.